# Ameridion clemens
Ameridion clemens is een spinnensoort in de taxonomische indeling van de kogelspinnen (Theridiidae).
Het dier behoort tot het geslacht Ameridion. De wetenschappelijke naam van de soort werd voor het eerst geldig gepubliceerd in 1959 door Herbert Walter Levi.